# Dulce Nombre de Jesús
Dulce Nombre de Jesús è un distretto della Costa Rica facente parte del cantone di Vázquez de Coronado, nella provincia di San José.